# Der Hochtourist (1961)
Der Hochtourist ist ein deutsches Filmlustspiel aus dem Jahre 1961 mit Willy Millowitsch in der Titelrolle.

## Handlung
Direktor Friedrich Wilhelm Mylius aus Köln ist ein ehrbarer Bürger seiner Stadt, der aber eine heimliche Passion besitzt, von der weder seine Frau Johanna noch beider Tochter Marlies etwas ahnen: er spielt leidenschaftlich gern Theater. Da er die Gelegenheit bekommt, diese Passion auf einer richtigen Bühne auszuleben, reist er immer wieder mal nach München, wo er als Schauspieler „Mühlenbeck“ kleine Triumphe feiert. Um seine Familie ob des Zwecks dieser Reise im Unklaren zu lassen, bindet er Gattin und Tochter jedes Mal einen ordentlichen Bären auf: Er behauptet, dass er lediglich deshalb nach Bayern fahren würde, um seiner angeblichen Leidenschaft des Bergsteigens frönen zu können. Um diese Behauptung zu untermauern, schickt der Hochtourist von seinen Bergtouren regelmäßig Postkarten mit detaillierten Erfahrungsberichten. Die sind natürlich samt und sonders abgekupfert. Die Familie platzt vor stolz, nimmt man im Hause Mylius doch an, dass Mylius die waghalsigsten Touren unternimmt und dabei die stürmischsten Gipfel erklimmt. 
Derweil hat Mylius als Mühlenbeck erste künstlerische Erfolge vorzuweisen; es gelingt dem Hobbymimen sogar, seine Spielstätte, das „Haus der Musen“, aus den roten Zahlen zu holen, woraufhin man ihn sogar zum Direktor der Bühne ernennt. Doch als Mylius‘ 50. Geburtstag naht, droht der ganze Schwindel aufzufliegen. Familie Mylius ist nämlich in die Alpen nachgereist, um den Jubilar zu überraschen. Angeblich soll dort Mylius zu Ehren eine Berghütte eingeweiht werden. Doch vor Ort in Mittenwald kennt man ihn nicht, der Alpinist Rainthaler, der erfahrenste Bergführer der Gegend, hat noch nie etwas von einem Friedrich Wilhelm Mylius gehört. Nun bricht das ganze Lügengebäude zusammen. Doch während der verhinderte Künstler als Bergsteiger jämmerlich versagt hat feiert Friedrich Wilhelm Mylius alias Mühlenbeck als Theatermime einen schönen Erfolg nach dem anderen. Seine eigene Familie kommt nicht umhin, seine schauspielerischen Leistungen anzuerkennen, als Johanna und Alice ihn erstmals live auf der Bühne erleben.

## Produktionsnotizen
Der Hochtourist entstand im Mai und Juni 1961 in Mittenwald und Umgebung und wurde am 18. August 1961 uraufgeführt.
Max Mellin entwarf die Filmbauten, die von Carl Ludwig Kirmse, der hier seine letzte Filmarbeit vorlegte, ausgeführt wurden. Max Koslowski hatte die Produktionsleitung.
Nach 1931 und 1942 war dies bereits die dritte Verfilmung dieses populären Lustspielstoffs.

## Kritik
In Filme 1959/61 ist folgendes zu lesen: „Kaum ein einschlägiger Gag ist vergessen.“
Im Lexikon des Internationalen Films heißt es: „Anspruchsloser Klamaukfilm ohne jeden Esprit, ganz nach Art der Fernsehdarbietungen des Millowitsch-Theaters.“